# Moritz Weitlof
Moritz Weitlof, též Moriz Weitlof (26. ledna 1835 Praha – 2. března 1905 Vídeň), byl rakouský právník a politik německé národnosti, v 2. polovině 19. století poslanec Říšské rady z Dolních Rakous; spoluzakladatel a první předseda spolku Deutscher Schulverein.

## Biografie
Narodil se v Praze, kde absolvoval gymnázium. Pak studoval práva na Vídeňské univerzitě. Podle jiného zdroje vystudoval práva na Karlo-Ferdinandově univerzitě v Praze. Roku 1859 získal titul doktora práv. Po jistou dobu pracoval na advokátní praxi v Praze. V letech 1867–1873 působil jako advokát v Kremži, pak se přestěhoval do Vídně. V letech 1874–1881 tam zasedal v disciplinární radě advokátní komory. Byl veřejně a politicky aktivní. Už během pobytu v Kremži předsedal tamnímu ústavnímu pokrokovému klubu. Zasedal v předsednictvu Německé jednoty.
Počátkem 80. let patřil mezi zakladatele německého školského spolku Deutscher Schulverein, který vznikl 13. května 1880. O několik měsíců později byl Weitlof zvolen jeho prvním předsedou. Ve funkci setrval až do své smrti, tedy téměř 25 let. Schulverein působil na německo-českém, německo-slovinském a německo-italském národnostním pomezí a zakládal německé školy s cílem udržet a rozšířit německý živel v těchto oblastech. Weitlof v tomto ohledu aktivně sbíral finance, navštěvoval různé regiony a zakládal místní pobočky tohoto spolku. Deník Bohemia ho v nekrologu vylíčil jako neúnavného a pracovitého agitátora. Četná města v monarchii, mj. Tachov nebo Prachatice, mu udělila čestné občanství. Císař mu udělil Řád železné koruny.
V zemských volbách roku 1871 byl zvolen na Dolnorakouský zemský sněm za kurii měst, obvod Horn. Mandát obhájil za týž obvod v roce 1878, 1884 a 1890. Zemským poslancem byl až do roku 1896. Zastupoval německé liberály (tzv. Ústavní strana). Od roku 1878 byl náhradníkem a pak od roku 1890 do roku 1896 řádným členem zemského výboru.
Působil taky jako poslanec Říšské rady (celostátního parlamentu Předlitavska), kam nastoupil v doplňovacích volbách roku 1881 za kurii městskou v Dolních Rakousích, obvod Vídeň, I. okres. Slib složil 28. dubna 1881. Mandát zde obhájil ve volbách roku 1885. Ve volebním období 1879–1885 se uvádí jako Dr. Moritz Weitlof, advokát, bytem Vídeň. Ve sněmovně vynikl pětihodinovou řečí, v níž citoval obšírně některé choulostivé pasáže z Bible. Následkem tohoto projevu vydal předseda sněmovny Franciszek Jan Smolka zákaz vstupu na galerii pro veřejnost mladší 14 let. Národní listy v nekrologu uvádějí, že zesnulý měl řezavý a sípavý hlas. Říšská rada ho zvolila za člena státního soudního dvora.
Po volbách roku 1885 se uvádí coby člen klubu Sjednocené německé levice, který utvořilo několik ústavověrných politických proudů liberálního a centralistického ražení. Později byl členem poslanecké frakce Deutscher Club (Německý klub). Ta vznikla na Říšské radě brzy po volbách roku 1885 (po rozpadu Sjednocené levice). V roce 1890 se uvádí jako poslanec obnoveného klubu německých liberálů, nyní oficiálně nazývaného Sjednocená německá levice.
Zemřel v březnu 1905 ve svém bytě ve Vídni. Delší dobu trpěl srdeční chorobou a stáhl se z veřejného života.